# Robe River
La Robe River est un cours d'eau de 460 km de la région de Pilbara en Australie-Occidentale.
Elle prend sa source à 477 m d'altitude dans les monts Hamersley et a deux affluents principaux le Mungarathoona Creek et le Kumina Creek.